# Claude Meintz
Claude Meintz (* 6. Februar 1944 in Luxemburg; † 1. Oktober 2014) war ein luxemburgischer Archivar und Konservator (Archives Nationales Luxembourg). Er war der Bruder des 2018 verstorbenen Politikers und Lehrers Carlo Meintz.
Von 1988 bis 1997 veröffentlichte er Bibliographien der französischen Literatur und andere Werke.